# Platja de Tamariu
La platja de Tamariu, o platja Gran, és una platja urbana situada al centre de la badia homònima, al costat del passeig marítim del poble de Tamariu, al municipi de Palafrugell (Baix Empordà), a l'extrem meridional de l'espai d'interès Natural de les Muntanyes de Begur. Limita a ponent amb una filera de roques que la separen de la cala es Portió, i a llevant amb roquissars que la separen de la cala Aiguadolça. Hi desemboca la riera de Tamariu. Orientada al sud-est, té una longitud de 160 metres i una amplada mitjana de 24 metres, formada per sorra de gra gruixut i l'entrada al mar és força pronunciada. Disposa de tot tipus de serveis, incloent-hi facilitats per a les persones amb mobilitat reduïda. Al passeig marítim hi ha pins i tamarius, que donen nom a la platja.
L'Agència Catalana de l'Aigua efectua un control setmanal de la qualitat de l'aigua, durant la temporada de bany, amb el resultat d'excel·lent. La platja ha estat distingida amb el distintiu de Bandera Blava, que reconeix internacionalment la qualitat de l'aigua i serveis.